# Oqaatsut

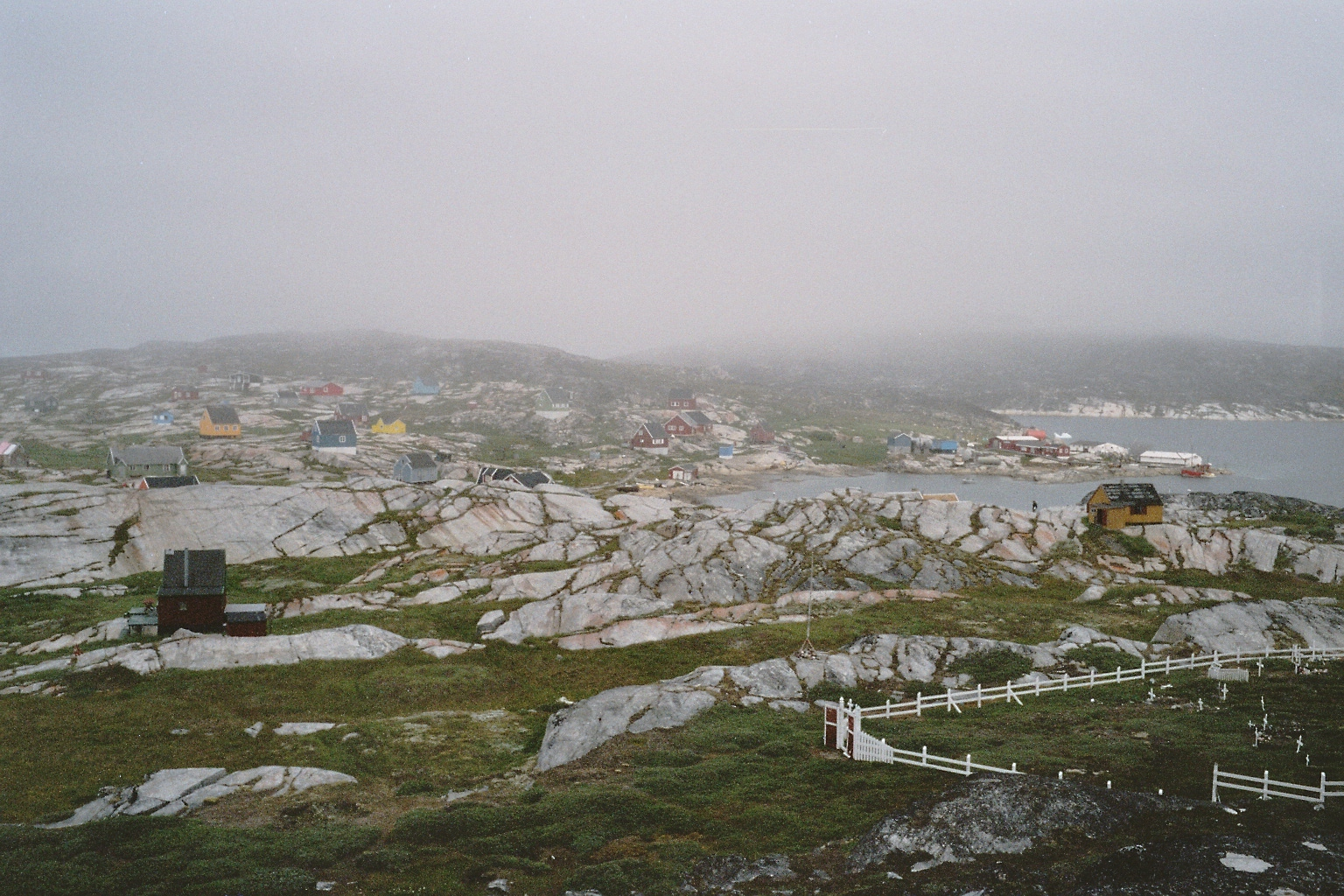
Oqaatsut

Oqaatsut (danska: Rodebay) är en by med 49 invånare i Qaasuitsup kommun i området Norra Grönland. Byn ligger 18 km norr om kommunens centralort och Grönlands tredje största stad Ilulissat.
Det finns en färjeförbindelse med Ilulissat två gånger i veckan från juni till november.
De huvudsakliga sysselsättningarna är fiske med långrev av hälleflundra, säljakt, valjakt och turism.

## Historia
Platsen har tidigare varit en Inuitbosättning. 
På 1870-talet byggde holländska valfångare en valfångststation i Oqaatsut som de kallade för Roo Bai (Röda bukten).